# 华中对囊蕨
华中对囊蕨（学名：Deparia shennongensis）也称华中蛾眉蕨，为蹄盖蕨科对囊蕨属下的一个种。